# Лапушна (Молдова)
Лапушна (также Лэпушна; рум. Lăpuşna) — село в Хынчештском районе Республики Молдова. Является административным центром коммуны Лапушна, включающей также сёла Анены и Руска.

## История
В конце 1940-х — начале 1950-х годов село являлось административным центром упразднённого Лапушнянского района.

## География
Село расположено на высоте 102 метров над уровнем моря.

## Население
По данным переписи населения 2004 года, в селе Лэпушна проживает 5640 человек (2747 мужчин, 2893 женщины).
Этнический состав села:
| Национальность | Число жителей | Процентный состав |
| -------------- | ------------- | ----------------- |
| молдаване      | 5558          | 98,55             |
| румыны         | 29            | 0,51              |
| русские        | 20            | 0,35              |
| украинцы       | 15            | 0,27              |
| болгары        | 5             | 0,09              |
| цыгане         | 3             | 0,05              |
| гагаузы        | 1             | 0,02              |
| прочие         | 9             | 0,16              |
| Всего          | 5640          | 100 %             |

## Известные уроженцы
- Филат, Владимир Васильевич (род. 1969) — молдавский политик, Премьер-министр Республики Молдова с 25 сентября 2009 по 8 марта 2013 года (и. о. 8 марта — 25 апреля 2013).